# Джао Гао
Джао Гао (на китайски: 趙高; на пинин: Zhāo Gāo) е китайски политик от периода Цин.
Основният източник за живота на Джао Гао е Сима Циен, който е изключително отрицателно настроен към него, поради което много от сведенията се оценяват скептично от съвременните изследователи. Според Сима Циен Джао Гао е кастриран, заради извършени от неговите родители престъпления. Въпреки това, при управлението на Цин Шъхуан той заема висши длъжности в администрацията на Цин.
След смъртта на Цин Шъхуан през 210 година пр.н.е. Джао Гао, заедно с първия министър Ли Съ, отстранява първородния син на императора Фу Су и висшите чиновници Мън Тиен и Мън И, които са убити. През 208 година пр.н.е. той сваля от власт Ли Съ и поема самостоятелно управлението от името на император Цин Аршъ. Управлението му е свързано с разрастващи се бунтове в провинциите.
В края на 207 година пр.н.е. Джао принуждава Цин Аршъ да се самоубие и поставя на негово място Цин Саншъ, но новият император скоро го сваля от власт и той е екзекутиран.